# Badminton bei der Makkabiade 1989
Bei der Makkabiade 1989 wurden sechs Badmintonwettbewerbe ausgetragen. Sie fanden vom 4. bis zum 10. Juli 1989 in Rischon LeZion statt. Für die USA waren Gil Fried aus Ohio, Joel Goldstein aus Michigan, Kim Cantor aus Washington, D.C., Joel Kiernan aus Kalifornien und Carla Marshack aus Illinois am Start. In dieser Aufstellung gewann das Team Bronze im Mannschaftswettbewerb ebenso wie Joel Kiernan im Doppel.

## Sieger und Finalisten
| Disziplin    | Gold                           | Silber                        |
| ------------ | ------------------------------ | ----------------------------- |
| Herreneinzel | Kim Levin                      | Stuart Spurling               |
| Dameneinzel  | Liz Aronsohn                   | Carla Marshack                |
| Herrendoppel | David Spurling Stuart Spurling | Reuven Moses Amir Moses       |
| Damendoppel  | Anne Méniane Liz Aronsohn      | Bruria Serrouya Sigalit Moses |
| Mixed        | Reuven Moses Sigalit Moses     | David Spurling C. Decan       |
| Teams        | England                        | Israel                        |